# Stenoma niviliturella
Stenoma niviliturella es una especie de polilla del género Stenoma, orden Lepidoptera.
Fue descrita científicamente por Walker en 1864.

## Distribución
Stenoma niviliturella habita en el continente de América.